# Domaine de Judith's Fancy

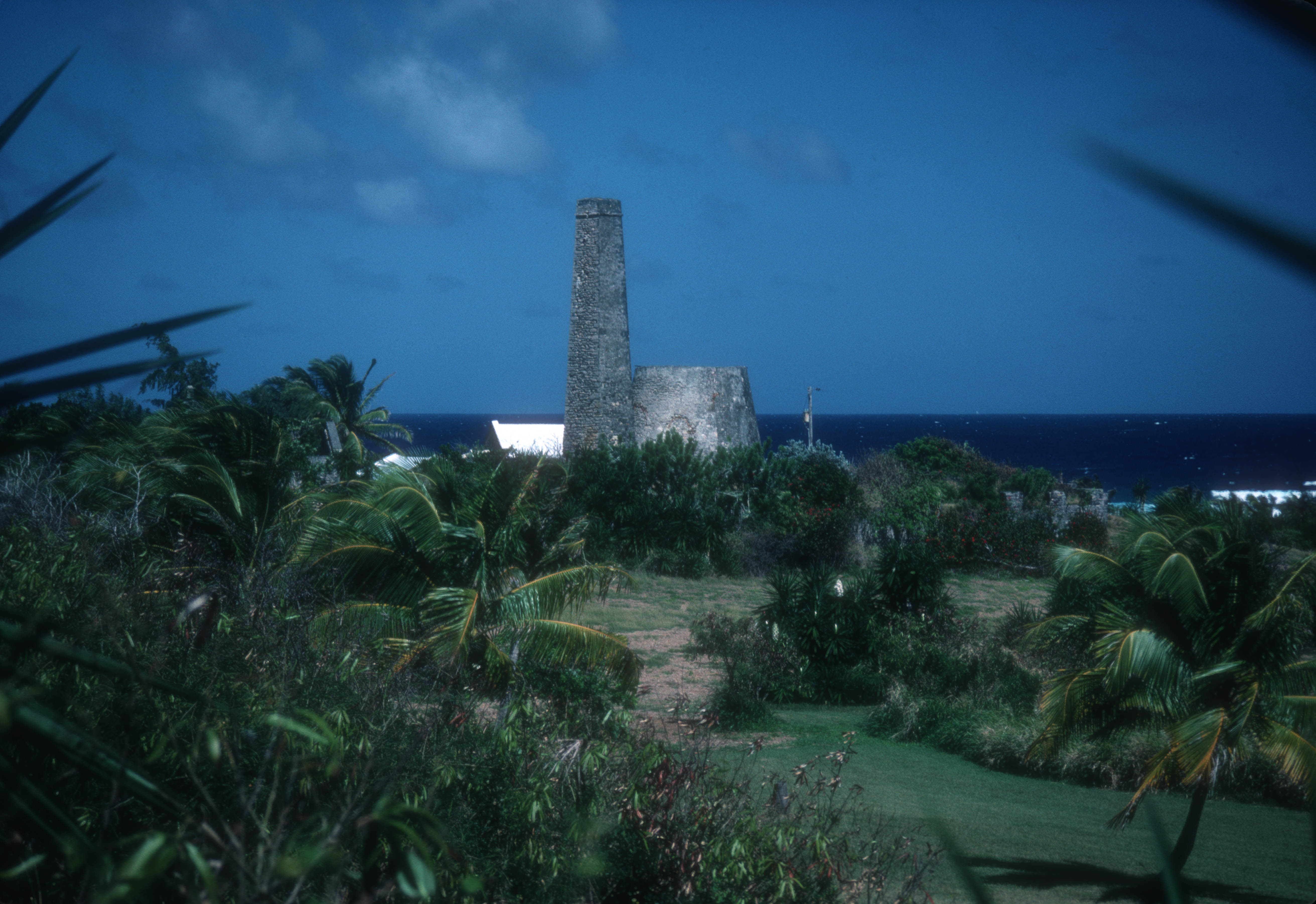

Le Domaine de Judith's Fancy est une ancienne plantation de 1,5 hectare située au nord-ouest de Christiansted dans les Îles Vierges des États-Unis. Il a été inscrit au Registre national des lieux historiques en 1978.

## Propriété
Le site est d'envergure car il abrita le siège du gouvernement pendant l'occupation française de Sainte-Croix de 1651 à 1655. La propriété comprend des ruines en pierre d'une usine à sucre, d'un moulin à vent qui tirait de l'eau, d'une cheminée d'un moulin à vapeur plus récent et d'une petite maison. Le bâtiment de l'usine est en forme de T, avec une section de deux étages de 22 x 96 pieds (6,7 m × 29,3 m). Une aile de 18,5 x 36 pieds (5,6 m × 11,0 m) était la salle d’ébullition. Une maison de cuisson d'un étage de 3,25 m × 4,57 m avec un poêle à charbon est également conservée.